# 格羅特·雷伯
格羅特·雷伯（英語：Grote Reber，1911年12月22日—2002年12月20日），美國天文學家，也是無線電天文學先驅之一，結合了他對業餘無線電和業餘天文學的興趣。他以儀器調查和擴展了卡爾·央斯基先驅的工作和一些簡單的研究，也進行了首次的無線電頻率巡天調查。
他的1937年射電天線是有史以來第二個用於天文學的射電天線，也是第一個用作射電望遠鏡的拋物線反射天線。 近十年來，他是世界上唯一的射電天文學家。

## 生平
格羅特·雷伯出生於美國伊利諾州杜佩奇郡惠頓（位於芝加哥附近）。他於1933年畢業於阿默理工學院（後來的伊利諾理工學院），並獲得無線電工程的學位。格羅特·雷伯後來成為一位業餘無線電通訊員，並從1933年至1947年間任職於許多無線電製造公司。他在1933年得知卡爾·央斯基的研究，並決定進入這個領域來研究，並試圖進入當時央斯基所在的貝爾實驗室。然而當時剛好面臨經濟大恐慌的高峰，所以無法獲得職位。

## 早期實驗

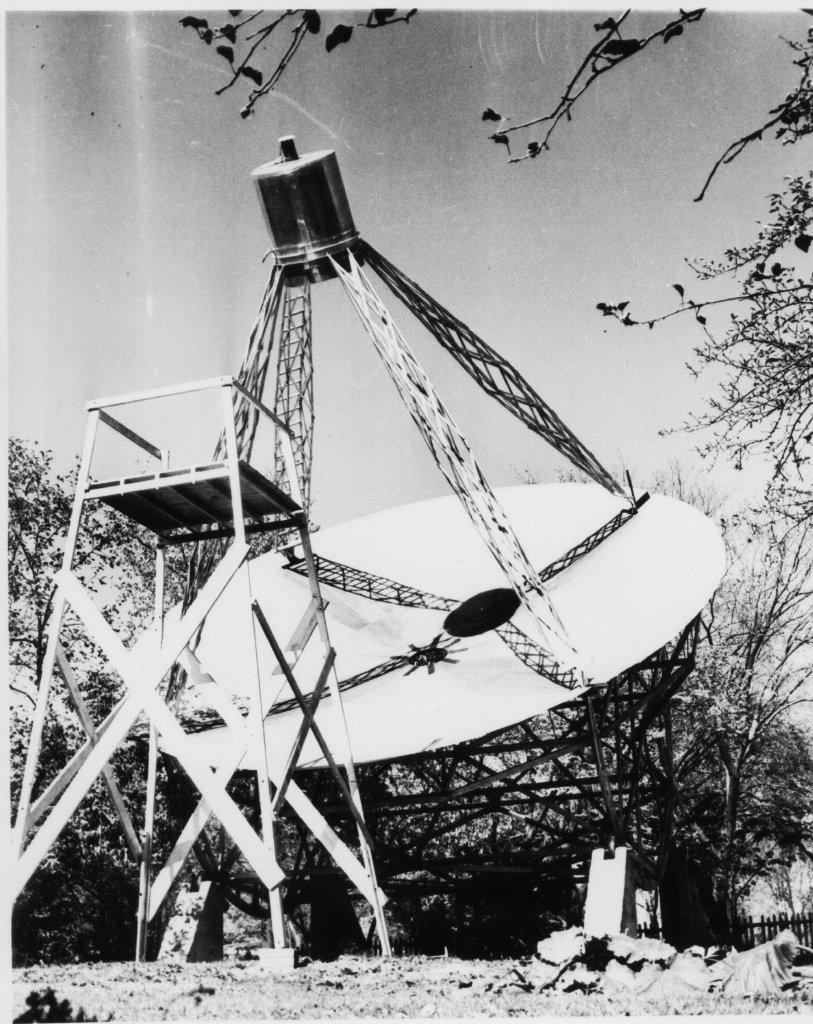
雷伯無線電望遠鏡是世界上首座無線電望遠鏡，位於伊利诺伊州，惠顿。

於是格羅特·雷伯決定在惠頓的後院建立私人的無線電望遠鏡，它的設計被認為比央斯基的設計更加先進，包括9公尺的拋物面的金屬鏡，將無線電訊號聚集在距離鏡面8公尺的接收器上。雷伯無線電望遠鏡後來於1937年完工。
格羅特·雷伯第一次使用3300百萬赫茲的頻率來實驗，不過從未接收到任何來自外太空的訊號。後來他在1938年成功的使用160百萬赫茲確認了央斯基的發現。他於1941年完成無線電頻率的巡天地圖，並公開他重要的研究成果，並在第二次世界大戰間成為無線電天文學的先驅之一。
後來他將無線電望遠鏡賣給美國國家標準與技術研究院（National Institute of Standards and Technology），並由維吉尼亞州綠岸的美國國家無線電天文台所使用。格羅特·雷伯也重建央斯基原本的無線電望遠鏡。

## 中頻研究

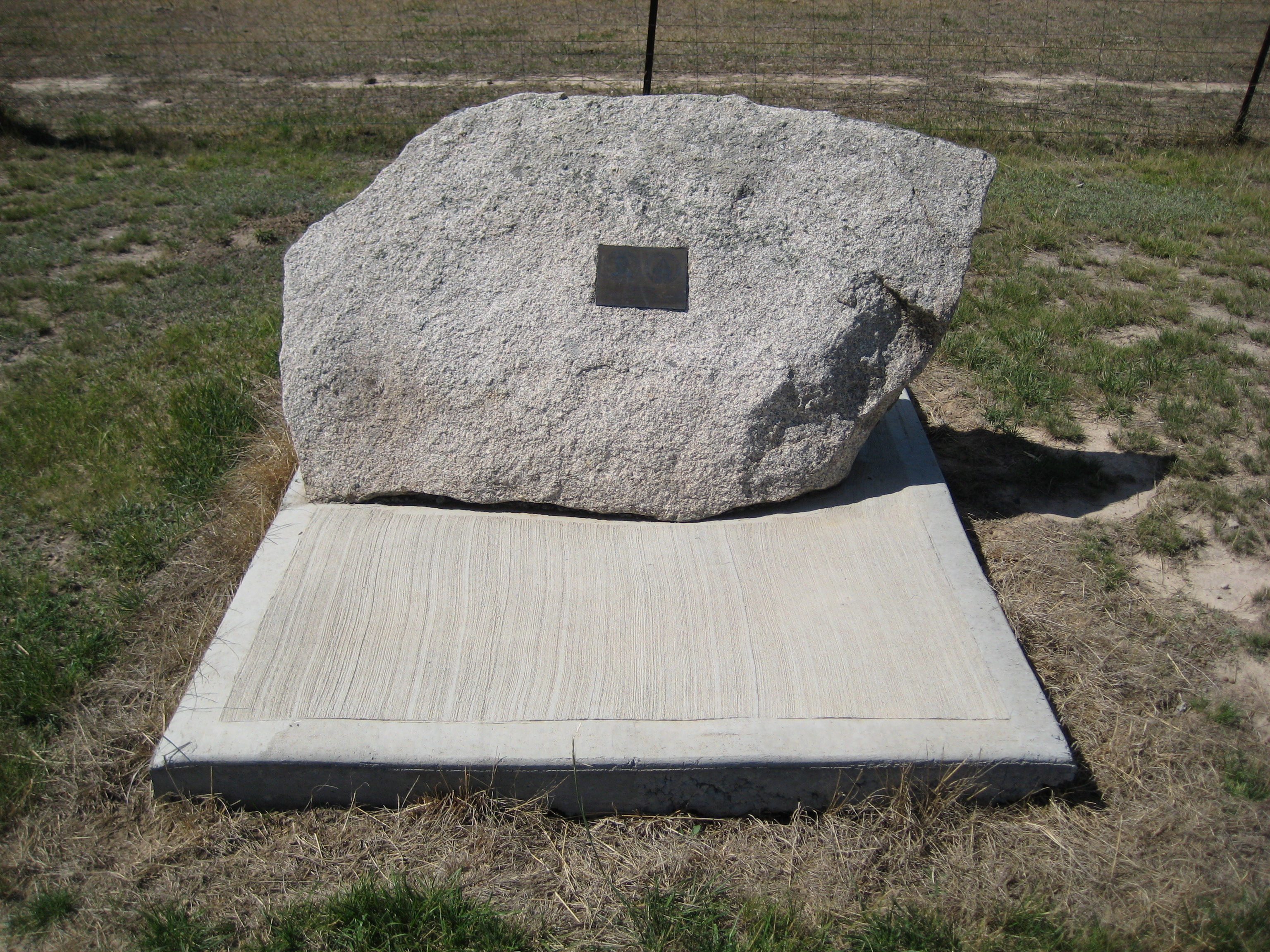
格羅特·雷伯紀念牌，在莫隆格勒天文台合成望遠鏡.

格羅特·雷伯在1950年代再度積極進行無線電天文學的研究，不過當時已經有許多先進的研究設備出現。相較於他首次進入這個領域的時期有著巨大的改變。因為頻率低於30百萬赫茲的訊號會被地球的電離層所反射，所以他決定搬到澳洲的塔斯馬尼亞，因為這裡冬天的長夜電離層不受太陽照射而去電離化，無線電望遠鏡能接收到低頻率的訊號，故研究環境較佳。他在這裡建造新的無線電望遠鏡，並在1960年以這座無線望遠鏡進行南半球的無線電巡天。

## 晚年
他並不相信大霹靂理論，他相信紅位移是由於天體重複吸收與重複放射訊號或是光與低密度黑暗物質的干擾所導致的。格羅特·雷伯也發表文章《Endless, Boundless, Stable Universe》來說明他的穩定宇宙想法。
他於2002年逝世於塔斯馬尼亞的荷巴特，剛好在91歲生日前2天。他後來被葬在塔斯馬尼亞的包威爾公墓，紀念碑也分散在世界上許多主要的無線電天文台中:
- 卓瑞爾河岸天文台，位於英国柴郡
- 美国海军天文台，位於美國华盛顿哥伦比亚特区
- 美国国家射电天文台，位於美國西弗吉尼亚州绿岸
- 阿雷西博天文台，位於波多黎各
- 夏威夷大学，位於哈雷阿卡拉（Haleakala）的山頂上
- 巨米波電波望遠鏡，位於印度

## 榮譽
- 布魯斯獎：1962年
- 亨利·諾利斯·羅素講座：1962年
- 英國皇家天文學會杰克逊-格威尔特奖章（1983年）

## 遺產
- 小行星6886以格羅特·雷伯的名稱來命名。
- 格羅特·雷伯獎章[5]
- 位於塔斯馬尼亞劍橋的一座博物館於2008年1月20日開幕，並以格羅特·雷伯的科學貢獻為主題[6]。

## 外部連結
- Bulletin of the American Astronomical Society obituary （页面存档备份，存于）
- Guardian obituary （页面存档备份，存于）
- Engineer whose invention of the radio telescope - built in his back garden - transformed postwar astronomy[]
- Grote Reber （页面存档备份，存于）